# Фле (Кот-д’Ор)
Фле (фр. Flée) — коммуна во Франции, находится в регионе Бургундия. Департамент коммуны — Кот-д’Ор. Входит в состав кантона Семюр-ан-Осуа. Округ коммуны — Монбар.
Код INSEE коммуны — 21272.

## Население
Население коммуны на 2010 год составляло 163 человека.
| 1962 | 1968 | 1975 | 1982 | 1990 | 1999 | 2010 |
| ---- | ---- | ---- | ---- | ---- | ---- | ---- |
| 138  | 149  | 131  | 118  | 136  | 136  | 163  |

## Экономика
В 2010 году среди 94 человек трудоспособного возраста (15—64 лет) 71 были экономически активными, 23 — неактивными (показатель активности — 75,5 %, в 1999 году было 68,6 %). Из 71 активных жителей работали 69 человек (39 мужчин и 30 женщин), безработных было 2 (1 мужчина и 1 женщина). Среди 23 неактивных 6 человек были учениками или студентами, 11 — пенсионерами, 6 были неактивными по другим причинам.